# Alan Forney
Alan Michael Forney  (ur. 28 czerwca 1960 w Beaufort) – amerykański wioślarz, srebrny medalista olimpijski.

## Kariera
Wystartował na igrzyskach olimpijskich w Los Angeles w 1984, gdzie osada USA w składzie: David Clark, Jonathan Smith, Phillip Stekl i Alan Forney zdobyła srebrny medal w czwórkach bez sternika. W finale uplasowali się o 2,52 sekundy za osadą Nowej Zelandii i o 1,62 sekundy przed osadą Danii. Był to jego jedyny start olimpijski.
Był też między innymi czwarty w czwórkach ze sternikiem na mistrzostwach świata w Lucernie (1982), gdzie osada USA przegrała walkę o podium z osadą ZSRR o 1,39 sekundy.
Kształcił się na Uniwersytecie Pensylwanii i Seattle Pacific University, uzyskując MBA. Po zakończeniu kariery pracował w bankowości. Ponadto był działaczem sportowym i charytatywnym.